# 東斯特勞茲堡

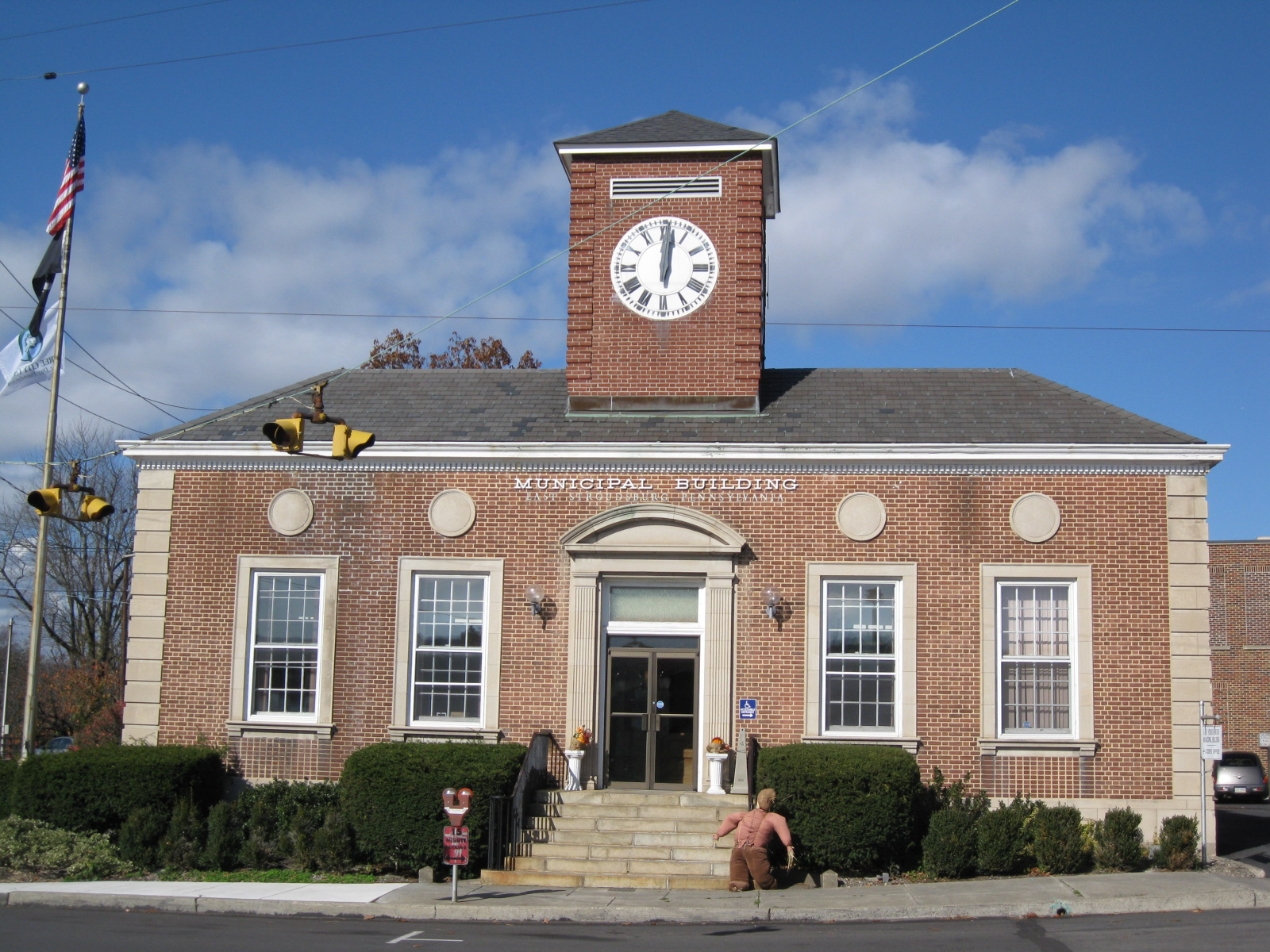
東斯特勞茲堡鎮廳

東斯特勞茲堡（East Stroudsburg）位於美國賓夕法尼亞州門羅縣，2020年有人口9,847人。東斯特勞茲堡緊鄰門羅縣的縣治斯特勞茲堡。